# محمد عبدالمنعم عنکبه
محمد عبدالمنعم عنکبه (انگلیسی: Mohamed Abdelmoneim Ankaba؛ زادهٔ ۱ ژوئیهٔ ۱۹۹۰) بازیکن فوتبال اهل سودان است.
از باشگاه‌هایی که در آن بازی کرده‌است می‌توان به باشگاه فوتبال الاهلی خارطوم اشاره کرد.
وی همچنین در تیم ملی فوتبال سودان بازی کرده‌است.